# Lithocarpus oleifolius
Lithocarpus oleifolius är en bokväxtart som beskrevs av Aimée Antoinette Camus. Lithocarpus oleifolius ingår i släktet Lithocarpus och familjen bokväxter. Inga underarter finns listade.